# Delta1 Gruis
Delta1 Gruis (δ1 Gruis, δ1 Gruis) è una stella della costellazione della Gru. Di magnitudine apparente +3,97, dista 309 anni luce dal sistema solare. Condivide la lettera δ della nomenclatura di Bayer con δ2 Gruis, con la quale forma una binaria ottica in cielo; tuttavia le due stelle non sono legate gravitazionalmente tra loro, visto che hanno un differente moto proprio nello spazio.

## Osservazione
La sua posizione è fortemente australe e ciò comporta che la stella sia osservabile prevalentemente dall'emisfero sud, dove si presenta circumpolare anche da gran parte delle regioni temperate; dall'emisfero nord la sua visibilità è invece limitata alle regioni temperate inferiori e alla fascia tropicale. Essendo di magnitudine 3,97, la si può osservare anche dai piccoli centri urbani senza difficoltà, sebbene un cielo non eccessivamente inquinato sia maggiormente indicato per la sua individuazione.

## Caratteristiche fisiche
δ1 Gruis è una gigante gialla di tipo spettrale G7III, con una massa più che tripla rispetto a quella del Sole. Ha una temperatura superficiale di poco inferiore ai 5000 K ed un raggio 21 volte quello del Sole.
Una reale compagna di questa stella potrebbe essere una debole stella di classe K di tredicesima magnitudine, situata a circa 500 UA dalla principale.